# ヴァン・ダー・グラフ・ジェネレーター
ヴァン・ダー・グラフ・ジェネレーター （Van der Graaf Generator）は、イングランド出身のプログレッシブ・ロック・バンド。略称「VDGG」。
同ジャンルの草創期から活動しているグループの一つ。主宰者にして詩人ピーター・ハミルのスタイルを色濃く反映させた、陰鬱な音楽性を特徴とする。1970年代で解散していたが、2000年代半ばより再始動している。バンド名の由来は「ヴァンデグラフ起電機」。

## 概要

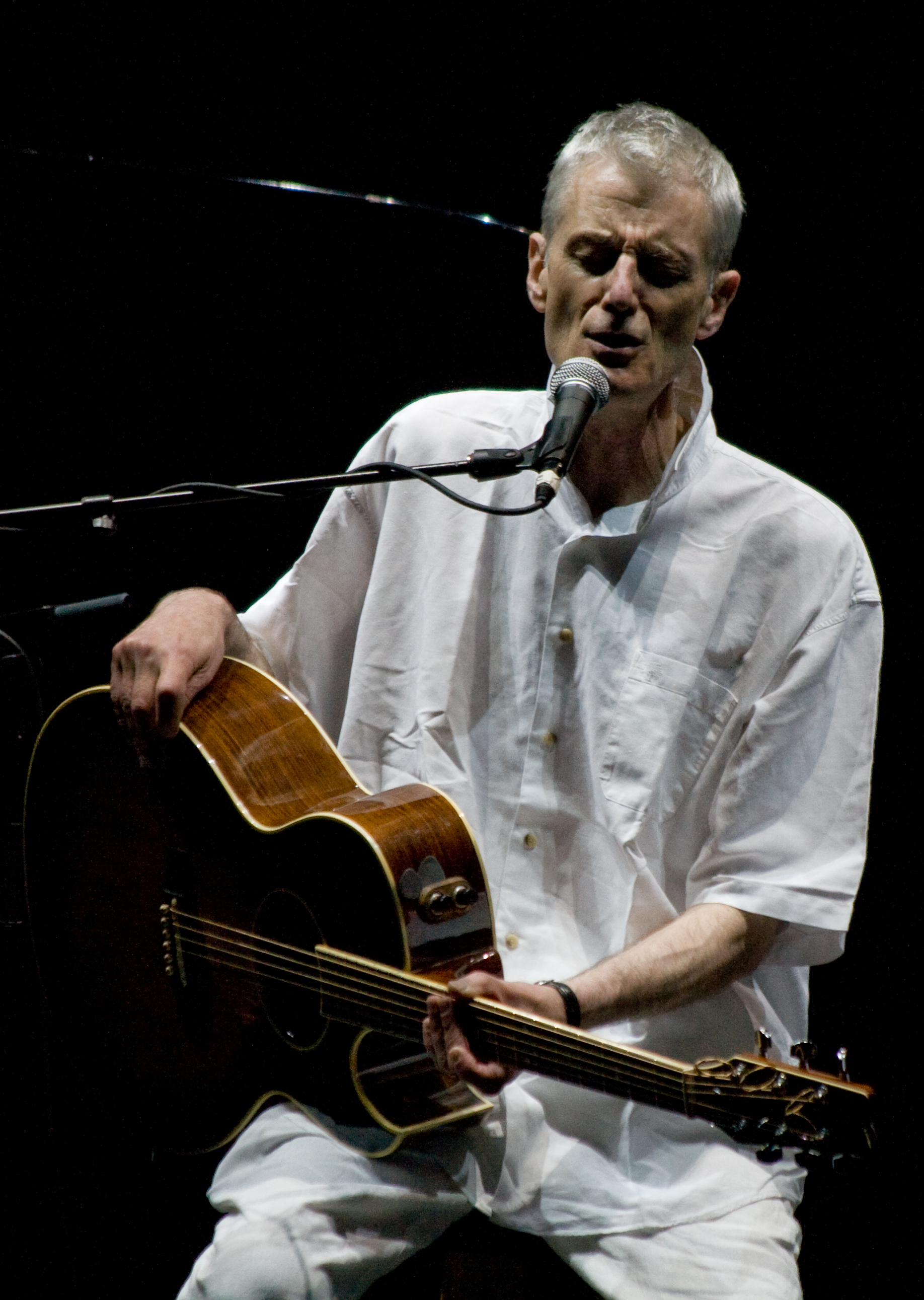
創設者ピーター・ハミル（2008年）

1967年に結成。ピーター・ハミル（ボーカル）による内省的且つ哲学的な歌詞を前面に出しつつ、演劇的で抑揚に富むボーカルとそれに呼応する複雑でエキセントリックな展開を持たせた音楽性がイタリア等で人気を得る。1972年解散、1974年再結成、1977年バンド名をヴァン・ダー・グラフに変更、1978年解散を経て、2005年に再びヴァン・ダー・グラフ・ジェネレーター（以下、VDGG）として復活した。
2008年には初来日公演を行った。

## 来歴

### 最初期（1967年 - 1969年）
- 1967年

ピーター・ハミル、クリス・ジャッジ・スミスにより結成。後にニック・パーン、マギー(直ぐに脱退)が参加。
- 1968年

パーン脱退、ハミル、スミスの二人で活動。
ヒュー・バントン加入。
キース・エリス、ガイ・エヴァンス加入。
ハミルとスミスとの間にリード・ボーカルの座を巡る争いがあったが、「曲を書いたほうがリード・ボーカルをとる」と言う事になり、スミスが脱退。
- 1969年

活動停止。同年ハミルはレコード会社から契約を理由にソロ・アルバム制作を要求される。
ハミルは元メンバー(バントン、エリス、エヴァンス)を集めて録音、後にVDGG名義となるファースト・アルバム『エアゾール・グレイ・マシーン』録音。録音後メンバーは元の仕事に戻っていった。

### カリスマ・レコード時代（1970年 - 1978年）
ハミル、バントン、エヴァンス、デヴィッド・ジャクソン、ニック・ポッターにより再結成。セカンド・アルバム『ザ・リースト・ウィ・キャン・ドゥ・イズ・ウェイヴ・トゥ・イーチ・アザー』録音。
- 1970年

サード・アルバム『天地創造』録音中にポッター脱退。
- 1971年

ハミル、バントン、エヴァンス、ジャクソンで4thアルバム『ポーン・ハーツ』録音。
- 1972年

解散。
- 1974年

ハミル、バントン、ジャクソン、エヴァンスにより再結成。
- 1975年

5thアルバム『ゴッドブラフ』、6thアルバム『スティル・ライフ』録音。
- 1976年

7thアルバム『ワールド・レコード』録音。バントン脱退。
- 1977年

グレアム・スミス加入、ポッター再加入、バンド名をヴァン・ダー・グラフに変更。
ジャクソン脱退。
ハミル、エヴァンス、スミス、ポッターで8thアルバム『ザ・クワイエット・ゾーン／ザ・プレジャー・ドーム』録音。
チャールズ・ディッキー加入。
- 1978年

解散。

### 再始動後（2005年 - 現在）

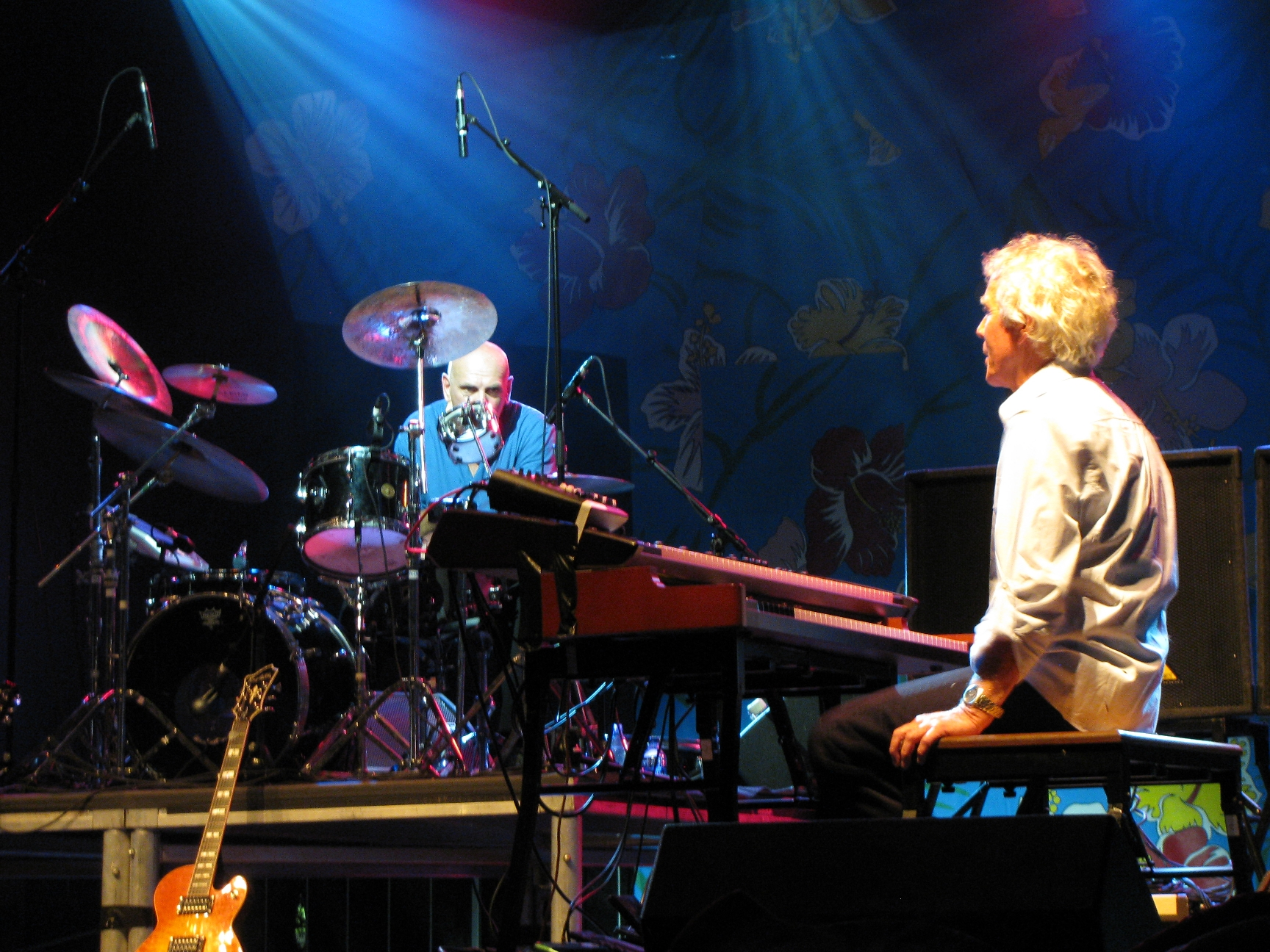
再始動後のライブ（2009年）

- 2005年

ハミル、バントン、ジャクソン、エヴァンスによりVDGG再結成。9thアルバム『プレゼント』録音。
- 2007年

ジャクソン脱退、ハミル、バントン、エヴァンスの3人で活動。10thアルバム『トライセクター』録音。
- 2008年

VDGGとして初来日公演を行った。
- 2009年

NEARfest'09に出演。
- 2011年

11thアルバム『違心伝新 - ア・グラウンディング・イン・ナンバーズ』録音。
- 2012年

『トライセクター』録音時から近年のサウンド・チェック、即興演奏、ミュージック・コンクレートをまとめたインスト・アルバムである12thアルバム『オルト』発表。
２回目の来日公演として「progressive rock fes 2012」に出演した。
- 2016年

13thアルバム『ドゥ・ノット・ディスターブ』録音。

## 特徴

### 音楽性
ピーター・ハミル（ボーカル）による内省的且つ哲学的な歌詞を前面的に出したサウンド。多彩なボーカルをストーリー性のために奉仕させる歌詞偏重的なスタンスはハミルのソロ・ワークにおいても踏襲されている。
結成時 - ファースト・アルバム発表頃までは、サイケデリック・ロック要素が強く、クレイジー・ワールド・オブ・アーサー・ブラウンの影響も見られる。バントンのオルガン/ピアノ、エリスのゴリゴリしたベースが特徴的。
1969年 - 1972年までは、バントンの教会音楽風のオルガンとジャクソンのサックス/フルート(特にテナーとアルト2本のサックスを同時に吹き鳴らすダブル・ホーンが特徴的)を核としたサウンドである。
1974年 - 1976年では、バントンのオルガンとジャクソンのサックス/フルートに加えてハミルのエレクトリック・ギターの比重が増えてきた(技巧的ではないが独自性は高く、バンド・サウンドに合致したアトモスフェアを演出している)。
1977年 - 1978年のヴァン・ダー・グラフ時代には、バントンとジャクソンが脱退してしまったため、グレアム・スミスのヴァイオリンをフィーチャーしたサウンドに変化した。
この時期のライブではハミルのギター、ポッターのベースともにかなりアグレッシヴな演奏となっており（パンク・ムーヴメントの最中に早くもポストパンク的なアプローチをとっていたことは注目に値する）、このサウンドは後にハミルが結成するKグループに引き継がれている。

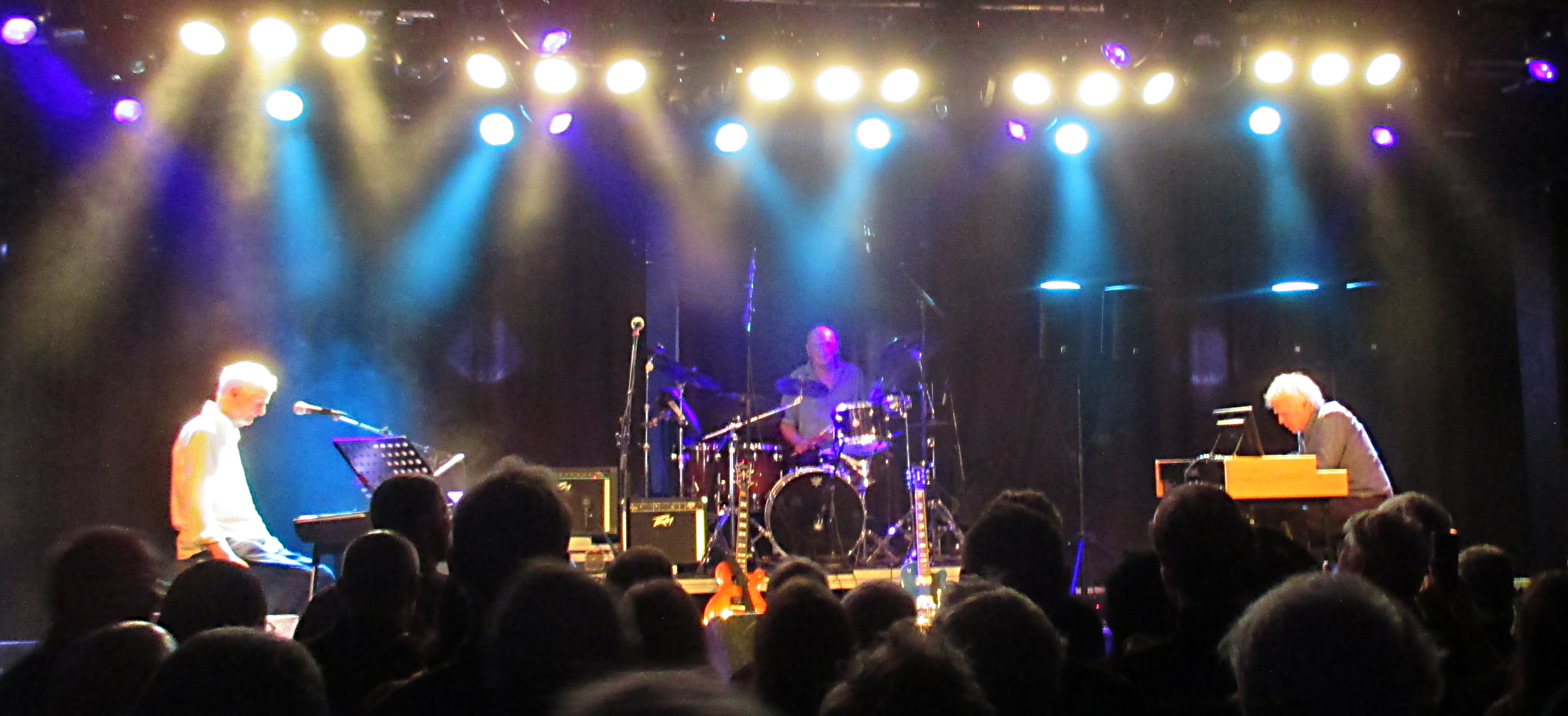
トリオ編成後のライブ（2021年）

2007年以降はジャクソンが脱退したため、ハミル、バントン、エヴァンスのトリオという今までにない編成になった。そのため演奏面ではバントンのオルガンとハミルのギター/ピアノを核としたサウンドになった。

### 逸話・その他

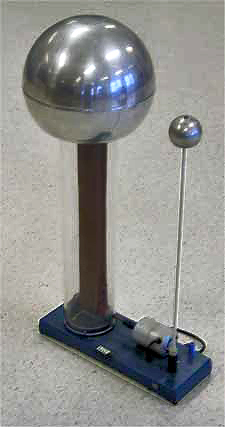
ヴァン・デ・グラフ起電機

- 「ヴァン・ダー・グラフ・ジェネレーター(ヴァン・デ・グラフ起電機)」という奇妙なバンド名の名付けの親は、創設メンバーのクリス・ジャッジ・スミスである。
- ピーター・ハミルは、1972年までのVDGGではエレクトリック・ギターを弾かないと決めていた様で、アコースティック・ギターのみを弾いており、この時期一部で聞かれるエレクトリック・ギターはニック・ポッター、ロバート・フリップが弾いている。(1968年のシングルのみハミルがエレクトリック・ギターを弾いていると思われる)。

VDGGで本格的にエレクトリック・ギターを弾き始めたのは1974年以降である。
再結成前にVDGGのメンバーと録音したソロ・アルバム『ネイディアーズ・ビッグ・チャンス』が影響していると言われている。
- ロバート・フリップが初めてゲスト参加した作品がサード・アルバム『天地創造』である。
- 4thアルバム『ポーン・ハーツ』は当初LP2枚組で構想されており、内容は以下の様であった[1]。
  - 1枚目 - 発表された『ポーン・ハーツ』
  - 2枚目 - A面：「Killer」「Darkness」「Octopus」のスタジオ・ライブ、B面：エヴァンス、ジャクソン、バントンのソロ曲

2005年の再発盤CD『天地創造』には「Squid 1/Squid 2/Octopus」のスタジオ・ライブ、『ポーン・ハーツ』にはエヴァンス、ジャクソン、バントンのソロ曲「Angle Of Incidents」「Ponker's Theme」「Diminutions」がボーナス曲として収録されており、これらを合わせると幻の2枚組『ポーン・ハーツ』がどの様なものであったかが想像できる。

## メンバー
※2024年3月時点

### 現ラインナップ
- ピーター・ハミル (Peter Hammill) - ボーカル、ギター、ピアノ、エレクトリック・ピアノ (1967年–1972年, 1975年–1978年, 2005年– )
- ヒュー・バントン (Hugh Banton) - オルガン、ベース・ペダル、ベース (1968年–1972年, 1975年–1976年, 2005年– )
- ガイ・エヴァンス (Guy Evans) - ドラムス、パーカッション (1968年–1972年, 1975年–1978年, 2005年– )

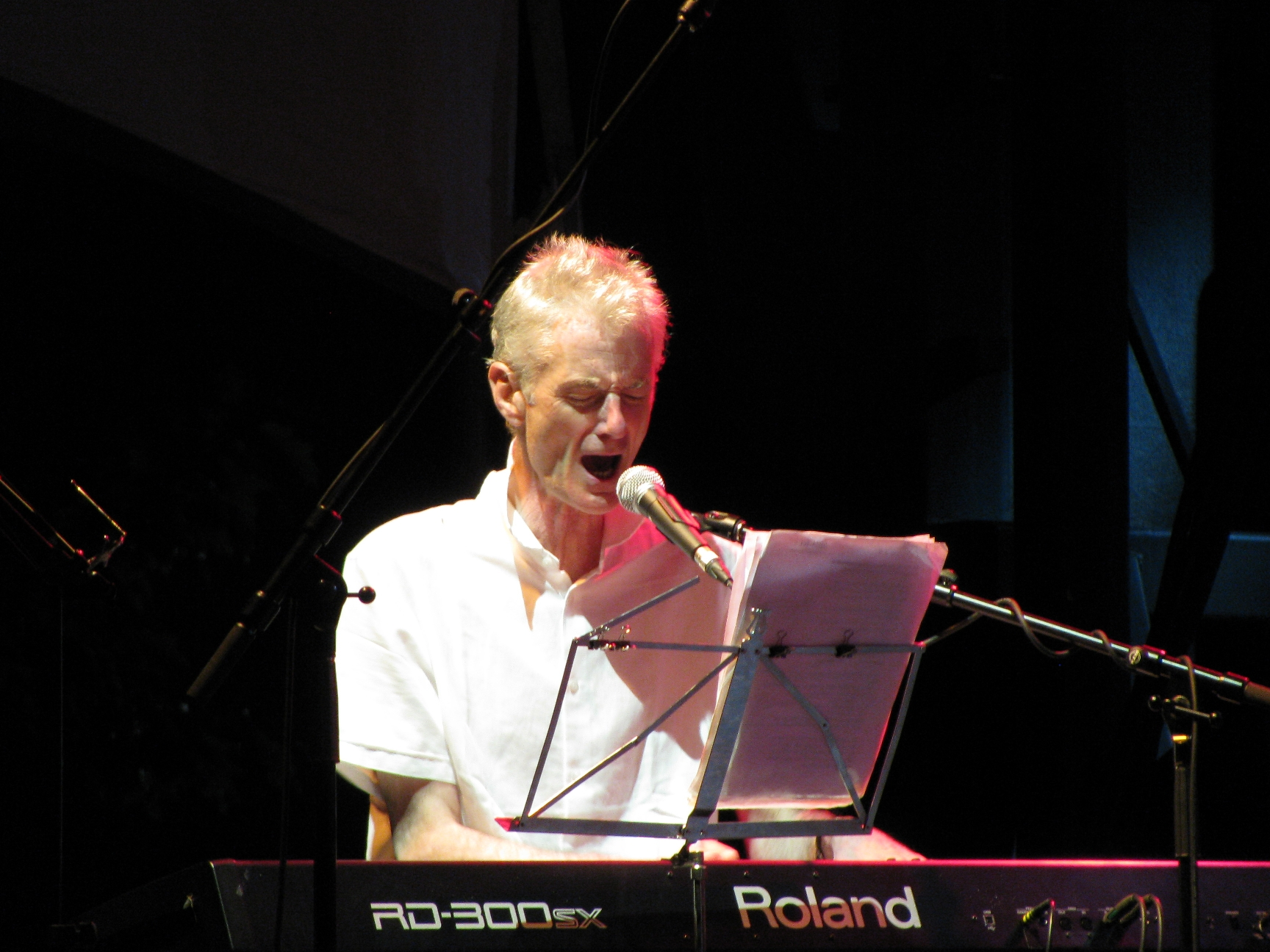
ピーター・ハミル（2009年）
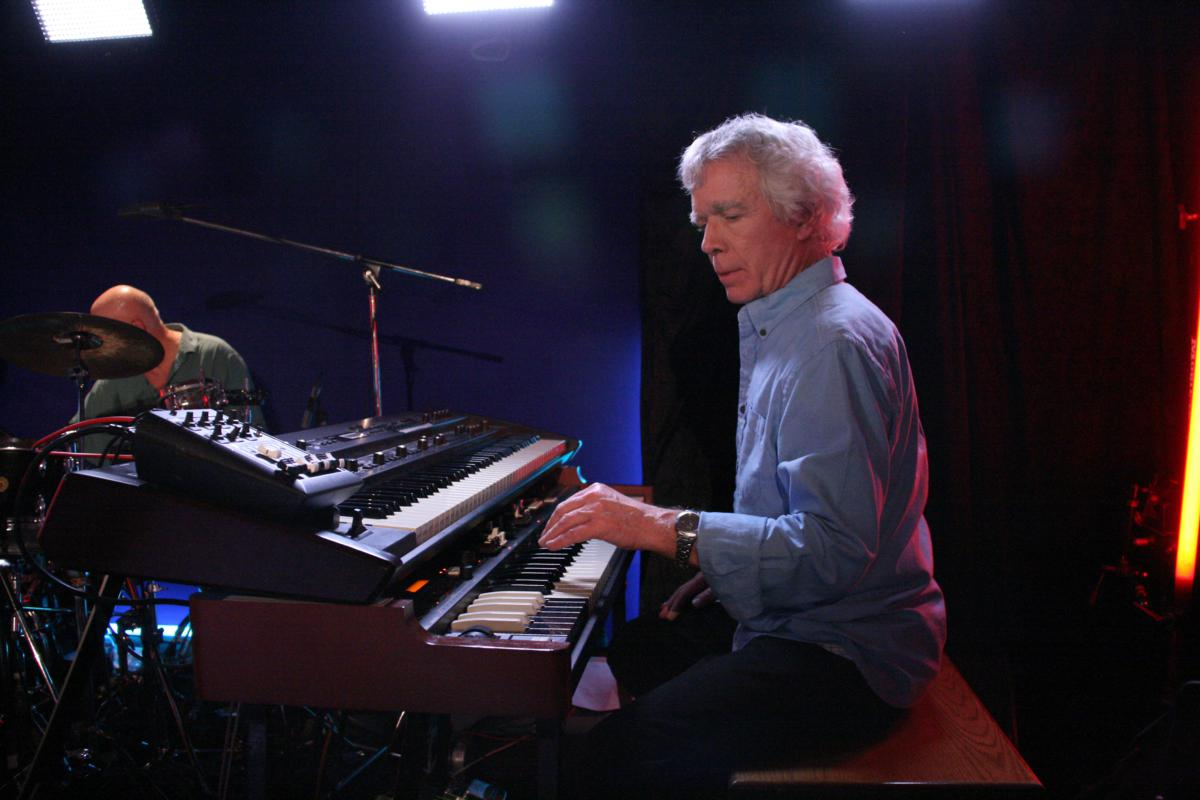
ヒュー・バントン（2010年）
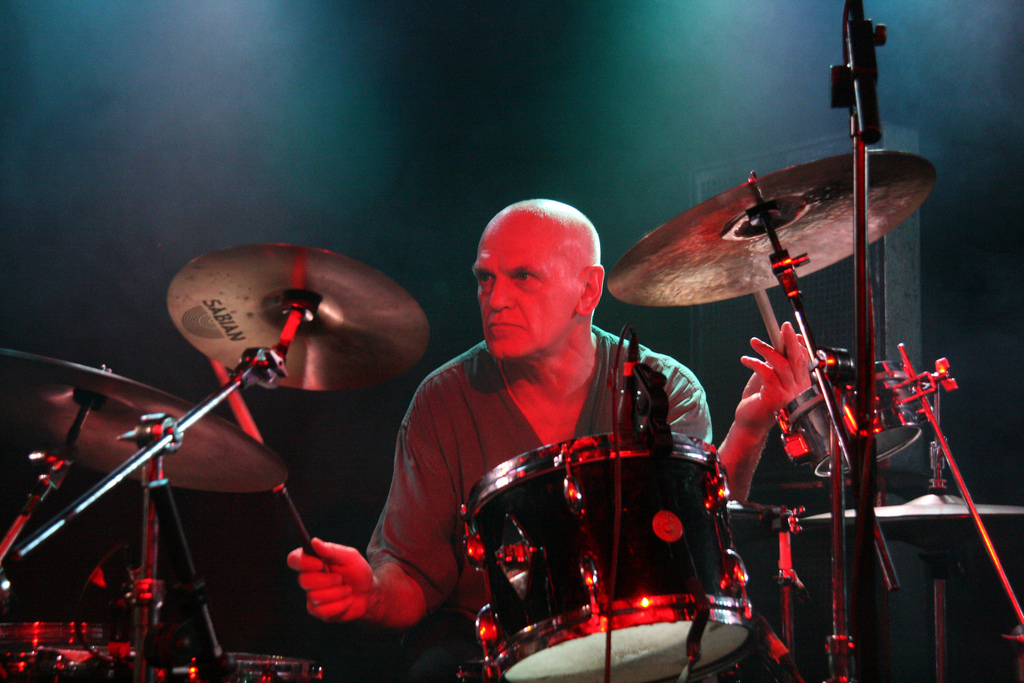
ガイ・エヴァンス（2011年）

### 旧メンバー
- クリス・ジャッジ・スミス (Chris Judge Smith) - ドラムス (1967年–1968年)
- ニック・パーン (Nick Pearne) - オルガン (1967年–1968年)
- キース・エリス (Keith Ellis) - ベース (1968年–1969年; died 1978)
- ニック・ポッター (Nic Potter) - ベース、ギター (1969年–1970年, 1977年–1978年) ♰RIP. 2013
- デヴィッド・ジャクソン (David Jackson) - サクソフォーン (1969年–1972年, 1975年–1977年, 1978年)
- グレアム・スミス (Graham Smith) - ヴァイオリン (1977年–1978年)
- チャールズ・ディッキー (Charles Dickie) - チェロ、キーボード (1977年–1978年)

## 変遷
通常、第1期 - 第5期を初期、第6期 - 第7期を前期、第8期を後期、第9期 - 第10期を末期、第11期以降を再結成後と呼んでいる。

### 第1期 1967年 - 1968年春
- ピーター・ハミル (Peter Hammill) - ボーカル、アコースティック・ギター
- クリス・ジャッジ・スミス (Chris Judge Smith) - ドラム、ボーカル、パーカッション
- ニック・パーン (Nick Pearne) - オルガン

+
- マギー (Maggie) - ベース (最初のライブ直前に脱退)

1967年末にハミル、スミス、パーンの3人で「Firebrand」「Sunshine」を含むデモ・レコーディングを行った。

### 第2期 1968年春
- ピーター・ハミル (Peter Hammill) - ボーカル、アコースティック・ギター
- クリス・ジャッジ・スミス (Chris Judge Smith) - ドラム、ボーカル、パーカッション

1968年春にデモ・レコーディングを行った。

### 第3期 1968年夏 - 秋
- ピーター・ハミル (Peter Hammill) - ボーカル、アコースティック・ギター
- クリス・ジャッジ・スミス (Chris Judge Smith) - ドラム、ボーカル、パーカッション
- ヒュー・バントン (Hugh Banton) - オルガン

1968年夏にハミル、スミスの2人で、68年秋にハミル、スミス、バントンの3人でデモ・レコーディングを行った。

### 第4期 1968年秋 - 1969年
- ピーター・ハミル (Peter Hammill) - ボーカル、アコースティック・ギター、エレクトリックギター
- クリス・ジャッジ・スミス (Chris Judge Smith) - ボーカル、スライド・サックス (1968年冬に脱退)
- ヒュー・バントン (Hugh Banton) - オルガン、ピアノ
- キース・エリス (Keith Ellis) - ベース
- ガイ・エヴァンス (Guy Evans) - ドラム

5人でデビュー・シングル「People You Were Going To / Firebrand」録音。
スミス脱退後の4人で「Afterwards」「Necromancer」の2曲録音、後に1stアルバムに加えた。

### 第5期 1969年
- ピーター・ハミル (Peter Hammill) - ボーカル、アコースティック・ギター
- ヒュー・バントン (Hugh Banton) - オルガン、ピアノ
- キース・エリス (Keith Ellis) - ベース
- ガイ・エヴァンス (Guy Evans) - ドラム

+
- ジェフ・ピーチ (Jeff Peach) - フルート (ゲスト/1st)

ファースト・アルバム『エアゾール・グレイ・マシーン』録音。
ファースト・アルバムは元々ピーター・ハミルのソロ・アルバム制作のために第4期のメンバーを集めたもので、後にVDGG名義になった。

### 第6期 1969年 - 1970年
- ピーター・ハミル (Peter Hammill) - ボーカル、アコースティック・ギター、ピアノ
- ヒュー・バントン (Hugh Banton) - オルガン、ピアノ
- デヴィッド・ジャクソン (David Jackson) - サクソフォーン、フルート
- ニック・ポッター (Nic Potter) - ベース、ギター (2nd)
- ガイ・エヴァンス (Guy Evans) - ドラム、パーカッション

+
- マイク・ハーヴィッツ (Mike Hurwitz) - チェロ (ゲスト/2nd)
- ゲリー・ソールズベリー (Gerry Salisbury) - コルネット (ゲスト/2nd)
- ロバート・フリップ (Robert Fripp) - ギター (ゲスト/3rd)

セカンド・アルバム『ザ・リースト・ウィ・キャン・ドゥ・イズ・ウェイヴ・トゥ・イーチ・アザー』録音。
サード・アルバム『天地創造』の3曲録音後、ポッター脱退。

### 第7期 1970年 - 1972年
- ピーター・ハミル (Peter Hammill) - ボーカル、アコースティック・ギター、エレクトリック・ピアノ、ピアノ
- ヒュー・バントン (Hugh Banton) - オルガン、ピアノ、メロトロン、シンセサイザー、ベース・ペダル、ベース
- デヴィッド・ジャクソン (David Jackson) - サクソフォーン、フルート
- ガイ・エヴァンス (Guy Evans) - ドラム、パーカッション

+
- ロバート・フリップ (Robert Fripp) - ギター (ゲスト/4th)

サード・アルバム『天地創造』の2曲録音、ベースはバントンが弾いている。
4thアルバム『ポーン・ハーツ』録音、これ以降バントンがベース・パートをベース・ペダルとベースで兼任している。
ライブ・アルバム『Maida Vale』収録の2曲を録音。

### 第8期(再結成第7期) 1974年 - 1976年
- ピーター・ハミル (Peter Hammill) - ボーカル、アコースティック・ギター、エレクトリック・ピアノ、ピアノ
- ヒュー・バントン (Hugh Banton) - オルガン、ピアノ、メロトロン、シンセサイザー、ベース・ペダル、ベース
- デヴィッド・ジャクソン (David Jackson) - サクソフォーン、フルート
- ガイ・エヴァンス (Guy Evans) - ドラム、パーカッション

5thアルバム『ゴッドブラフ』、6thアルバム『スティル・ライフ』、7thアルバム『ワールド・レコード』録音。ライブ・アルバム『Maida Vale』収録の6曲を録音。

### 第9期(ヴァン・ダー・グラフ) 1977年
- ピーター・ハミル (Peter Hammill) - ボーカル、アコースティック・ギター、エレクトリック・ピアノ、ピアノ
- グレアム・スミス (Graham Smith) - ヴァイオリン、ヴィオラ
- ニック・ポッター (Nic Potter) - ベース
- ガイ・エヴァンス (Guy Evans) - ドラム、パーカッション

+
- デヴィッド・ジャクソン (David Jackson) - サクソフォーン (ゲスト/8th)

8thアルバム『ザ・クワイエット・ゾーン／ザ・プレジャー・ドーム』録音。

### 第10期(ヴァン・ダー・グラフ) 1977年 - 1978年
- ピーター・ハミル (Peter Hammill) - ボーカル、アコースティック・ギター、ピアノ
- グレアム・スミス (Graham Smith) - ヴァイオリン、ヴィオラ
- ニック・ポッター (Nic Potter) - ベース
- ガイ・エヴァンス (Guy Evans) - ドラム、パーカッション
- チャールズ・ディッキー (Charles Dickie) - チェロ、エレクトリック・ピアノ、シンセサイザー

+
- デヴィッド・ジャクソン (David Jackson) - サクソフォーン、フルート (ゲスト/『ヴァイタル』)

ライブ・アルバム『ヴァイタル』録音。

### 第11期(再々結成第7期) 2004年 - 2006年
- ピーター・ハミル (Peter Hammill) - ボーカル、アコースティック・ギター、エレクトリック・ピアノ、ピアノ
- ヒュー・バントン (Hugh Banton) - オルガン、ベース・ペダル、ベース
- デヴィッド・ジャクソン (David Jackson) - サクソフォーン、フルート
- ガイ・エヴァンス (Guy Evans) - ドラム、パーカッション

9thアルバム『プレゼント』、ライブ・アルバム『リアル・タイム - ロイヤル・フェスティヴァル・ホール』録音。

### 第12期 2007年 -
- ピーター・ハミル (Peter Hammill) - ボーカル、アコースティック・ギター、エレクトリック・ピアノ、ピアノ
- ヒュー・バントン (Hugh Banton) - オルガン、ベース・ペダル、ベース、ハープシコード、ピアノ、グロッケンシュピール
- ガイ・エヴァンス (Guy Evans) - ドラム、パーカッション

2008年に初来日公演を行った。
10thアルバム『トライセクター』、11thアルバム『違心伝新 - ア・グラウンディング・イン・ナンバーズ』、12thアルバム『オルト』録音。ライブ・アルバム『Live At The Paradiso』、13thアルバム『ドゥ・ノット・ディスターブ』録音。
2012年に再来日公演を行った。

## ディスコグラフィ

### スタジオ・アルバム
- 『エアゾール・グレイ・マシーン』 - The Aerosol Grey Machine (1969年 第4期～第5期)
- 『ザ・リースト・ウィ・キャン・ドゥ・イズ・ウェイヴ・トゥ・イーチ・アザー』 - The Least We Can Do Is Wave To Each Other (1970年 第6期) ※旧邦題『精神交遊』
- 『天地創造』 - H To He Who Am The Only One (1970年 第6期～第7期) ※旧邦題『核融合』
- 『ポーン・ハーツ』 - Pawn Hearts (1971年 第7期)
- 『ゴッドブラフ』 - Godbluff (1975年 第8期)
- 『スティル・ライフ』 - Still Life (1976年 第8期)
- 『ワールド・レコード』 - World Record (1976年 第8期)
- 『ザ・クワイエット・ゾーン／ザ・プレジャー・ドーム』 - The Quiet Zone / The Pleasure Dome (1977年 第9期 ヴァン・ダー・グラフ名義) ※旧邦題『静粛-歓喜』
- 『プレゼント』 - Present (2005年 第11期)
- 『トライセクター』 - Trisector (2008年 第12期)
- 『違心伝新 - ア・グラウンディング・イン・ナンバーズ』 - A Grounding in Numbers (2011年 第12期)
- 『オルト』 - ALT (2012年 第12期)
- 『ドゥ・ノット・ディスターブ』 - Do Not Disturb (2016年 第12期)

### ライブ・アルバム
- 『ヴァイタル』 - Vital / Van der Graaf Live (1978年 第10期 ヴァン・ダー・グラフ名義) ※旧邦題『バイタル（ライヴ）』
- Maida Vale / BBC (1994年 第7期～第8期)
- 『リアル・タイム - ロイヤル・フェスティヴァル・ホール』 - Real Time (2007年 第11期)
- Live At The Paradiso (2009年 第12期)
- Recorded Live in Concert at Metropolis Studios, London(2CD+DVD) (2012年 第12期)
- 『マーリン・アトモス： ライヴ・パフォーマンス 2013』 - Merlin Atmos-Live Performances 2013 (2015年 第12期)
- After the Flood: Van der Graaf Generator at the BBC 1968-1977 (2015年 第5期 - 第8期、第10期 ヴァン・ダー・グラフ名義)
- Live At Rockpalast - Leverkusen 2005 (2018年 第11期)

### コンピレーション・アルバム
- Time Vaults (1982年 第7期解散後から第8期結成までの間のデモ・セッション集)
- First Generation(Since From 1969-1971) (1986年 第6期～第7期)
- Second Generation(Since From 1975-1977) (1986年 第8期～第9期)
- I Prophesy Disaster (1993年 第4期,第6期～第10期)
- The Box (2000年 第4期,第6期～第10期)
- An Introduction (2000年 第6期～第9期)

### シングル
- "People You Were Going To" / "Firebrand" (1968年 第4期 クリス・ジャッジ・スミス在籍時)
- "Afterwards" / "Necromancer" (1969年 第4期 クリス・ジャッジ・スミス脱退後、アメリカ盤のみ)
- "Refugees (single version)" / "The Boat Of Millions Of Years" (1970年 第6期 cello：ヒュー・バントン(A面))
- "Theme One" / "W" (1972年 第7期)
- "Wondering" / "Meurglys III" (1976年 第8期)
- "Masks Part 1" / "Masks Part 2" (1976年 第8期)
- "Cat's Eye/Yellow Fever (Running)" / "Ship Of Fools" (1977年 第9期(A面)、第10期(B面))
- "Highly Strung" / "Elsewhere" (2011年 第12期 限定1000枚アナログ７インチ・シングル盤)

### その他
- Guy Evans & Peter Hammill : The Union Chapel Concert (1997年)

VDGG名義での「Lemmings」を収録している。
- Peter Hammill : Fool's Mate (1970年)

「Imperial Zeppelin」「Happy」「Re-Awakening」「Sunshine」「Child」「Summer Song (In The Autumn)」「The Birds」をVDGGのメンバーと録音している。
- Peter Hammill : Chameleon In The Shadow Of The Night (1972年)

「Rock And Role」「(In The) Black Room / The Tower」をVDGGのメンバーと録音している。
- Peter Hammill : The Silent Corner And The Empty Stage (1974年)

「Forsaken Gardens」「Red Shift」「A Louse Is Not A Home」をVDGGのメンバーと録音している。
- Peter Hammill : In Camera (1974年)

ファースト・アルバムのアウトテイク「Ferret & Featherbird」を再演している。
- Peter Hammill : Nadir's Big Chance (1975年)

全曲、VDGGのメンバーと録音している。ここで第4期のシングル曲「People You Were Going To」を再演している。
- Judge Smith : Curly's Airships (2000年)

ピーター・ハミル、ヒュー・バントン、デヴィッド・ジャクソン、ジョン・エリス、アーサー・ブラウン等参加。
「もしもスミスが脱退せずにVDGGを率いていたら・・・」を想像させる作品となっている。
- Guy Evans With Life Of Riley & David Jackson : The Long Hello Volume Four (1993年(オリジナルは1983年))

1993年の復刻CDに『The Long Hello』1st時のアウトテイク(エヴァンス、ジャクソン、バントン、ピエロ・メッシーナ(g)による)「Looking At You」を収録している。
- Various Artists : Eyewitness A Tribute To VdGG (1995年)

### 映像作品
- 『マスターズ・フロム・ザ・ヴォルツ・スペシャル・コレクターズ・エディション』 - Masters From The Vaults (2003年 第7期)
- Godbluff Live (2003年 第8期)
- Inside Van der Graaf Generator The Definitive Critical Review (2005年 第6期(1970年)、第7期(1972年)、第8期(1975年)のライブ映像を収録している。)
- Live at the Paradiso (2009年 第12期)
- Classic Rock Legends - Van der Graaf Generator Filmed Live At Metropolis Studios (2011年 第12期(2010年のライヴ))
- Recorded Live in Concert at Metropolis Studios, London (2CD+DVD) (2012年 第12期)